# Íz (mitológia)
Az íz a magyar néphiedelemben és a finnugor mitológiában a betegség megszemélyesített szelleme. Átvitt értelemben a foghús és a szájüreg sorvadását jelentette. Néhány finnugor nyelvben az árnyék-lélek fogalmának jelzője. Napjainkban az íz leginkább rossz szellemet, kísértetet jelent. Használták mint átkot is, például: „Íz egyen meg”, „rontson meg az Íz”.
Megmaradt azonban az ősi "lélek" jelentése is az ízig-vérig (testestől-lelkestől) kettős-szóban is, ami a küzdelemben, vagy más eseményben való részvételben használt kifejezés.
A finnugor mitológiában török jövevény lehet, mivel a csuvas és tatár mitológiában is megvan, a magyar lidérc egyetlen pontos megfelelőjeként asztak és üzüt néven. A holtak tüzes szelleme, aki a temetést követő negyven napig hazajár, és esetleg beköltözik az asszonyokba, ami a lélekvándorlás eszméjére utal.

## Külső hivatkozások
- Magyar Krónika

## Lásd még
- Kettős lélek